# Woda zaskórna
Woda zaskórna – woda gruntowa okresowo gromadząca się w strefie saturacji po obfitych opadach deszczu lub roztopach wiosennych. Znajduje się blisko powierzchni gruntu (ok. 2 m) i jest dostępna dla korzeni roślin. Woda ta poddana jest wahaniom temperatury i zanieczyszczeniom z powodu bardzo powolnego wsiąkania w głąb gleby.